# Менде (язык)
Ме́нде — язык народа менде, распространенный в Сьерра-Леоне и Либерии. Относится к семье манде, а точнее — вместе с лоома, локо, банди, зиало и несколько обособленным кпелле — к юго-западной подветви западной ветви этой семьи. Широко используется на юге Сьерра-Леоне как лингва-франка (наряду с английским языком и крио). Число носителей менде как родного оценивалось в 1991 году примерно в 1 480 000 человек.
В фонологии менде представляет типичную для юго-западных языков манде картину, в частности, структуру слога CV(n), двусложность корня, наличие преназализованных согласных, противопоставление высокого и низкого тонов. Как и в других юго-западных языках манде за исключением кпелле, в менде согласные в начале слова всегда подвергались ослаблению, если перед ними не было носового, поэтому в менде развиты системы начального чередования согласных. При этом в менде по сравнению с другими языками этой группы произошла перестройка этой системы, в результате которой контексты для чередования в менде этимологически не соответствуют контекстам в других языках. В частности, рефлексы «слабых» выступают в менде и после слов, этимологически оканчивавшихся на носовой, ср. в лоома masa pɛlɛi 'дом вождя' с сохранением сильного (праманде *masaŋ 'вождь'), менде maha wɛlɛi 'дом вождя' со «слабым» при нормальном pɛlɛi 'этот дом'.
«Сильные» согласные выступают в менде после рефлексов праманде *ŋ, которые В. Ф. Выдрин рассматривает в менде как показатель референтности, а также как объектное и притяжательное местоимение третьего лица единственного числа.
Морфологический строй агглютинативный с элементами фузии, в имени выражаются противопоставления по числу и определенности, в особую группу выделяются имена родства. В глагольной словоформе выражаются в основном аспектуальные значения.
Порядок слов в предложении SOV, в именной группе: определение — определяемое, обладаемое — обладатель (отношение выражается простым соположением).
| Алфавит менде | Алфавит менде | Алфавит менде | Алфавит менде | Алфавит менде | Алфавит менде | Алфавит менде | Алфавит менде | Алфавит менде | Алфавит менде | Алфавит менде | Алфавит менде | Алфавит менде | Алфавит менде | Алфавит менде | Алфавит менде | Алфавит менде | Алфавит менде | Алфавит менде | Алфавит менде | Алфавит менде | Алфавит менде | Алфавит менде | Алфавит менде | Алфавит менде | Алфавит менде | Алфавит менде | Алфавит менде |
| ------------- | ------------- | ------------- | ------------- | ------------- | ------------- | ------------- | ------------- | ------------- | ------------- | ------------- | ------------- | ------------- | ------------- | ------------- | ------------- | ------------- | ------------- | ------------- | ------------- | ------------- | ------------- | ------------- | ------------- | ------------- | ------------- | ------------- | ------------- |
| A             | B             | D             | E             | Ɛ             | F             | G             | Gb            | H             | I             | J             | K             | Kp            | L             | M             | N             | Ny            | Ŋ             | O             | Ɔ             | P             | S             | T             | U             | V             | W             | Y             |               |
| a             | b             | d             | e             | ɛ             | f             | g             | gb            | h             | i             | j             | k             | kp            | l             | m             | n             | ny            | ŋ             | o             | ɔ             | p             | s             | t             | u             | v             | w             | y             |               |

## Исследователи менде
- Кросби, Кеннет
- Выдрин, Валентин Феодосьевич